# تروریسم (فیلم ۱۹۹۴)
«تروریسم» (عربی: الإرهابي) یک فیلم است که در سال ۱۹۹۴ منتشر شد.